# オコト・ビテック
オコト・ビテック（Okot p'Bitek、1931年6月7日-1982年7月19日）は、ウガンダの作家、詩人、社会学者、サッカー選手。

## 経歴
グル県グル出身。高校卒業後、教師として働きながらサッカー選手としてウガンダ代表に選ばれていた。イギリスへとサッカー遠征を行ったのをきっかけにイギリスへと留学し、ブリストル大学、アベリストウィス大学、オックスフォード大学などで学んだ。
帰国後はマケレレ大学で講師を務める傍らウガンダ国立劇場主任や、国立文化センター所長などをつとめていたが、1968年に反政府発言により国外退去を余儀なくされた。亡命期間にはナイロビ大学やアイオワ大学で講師を務めていた。再帰国後はオバフェミアウォロウォ大学教授を経て､マケレレ大学教授を務めた。
代表作に『ラウィノの歌』（1966年）と『オチョルの歌』(Song of Ocol、1970年)がある。